# Hal Hartley
Hal Hartley (Lindenhurst, Nueva York, 3 de noviembre de 1959) es un director de cine y teatro, guionista estadounidense y pionero del cine independiente. 
Estudió en la State University of New York, en Purchase.
Sus películas se caracterizan por un estilo de interpretación estilizado y diálogos que son a la vez filosóficos y cómicos. 
Hartley compone e interpreta a menudo la música de sus películas bajo el pseudónimo Ned Rifle. 
A diferencia de la mayoría de directores de largometrajes, Hartley también realiza numerosos cortometrajes, que han sido recopilados en antologías en DVD. 
El estilo único de Hartley le ha convertido en un director de culto. Muchas de sus películas tienen temas recurrentes, como estar ambientadas en Long Island, donde nació; la incomodidad ante la tecnología; y las dificultades de los extranjeros con la cultura autóctona. También suele utilizar a los mismos actores con frecuencia, como Robert John Burke, Martin Donovan, Elina Lowensohn, Bill Sage, Karen Sillas, Damian Young, y la fallecida Adrienne Shelly.
En 1997 Hartley fue nombrado Caballero de la Orden de las Artes y las Letras de la República Francesa.

## Filmografía básica

### Como director
- 1984 Kid (cortometraje)
- 1987 The Cartographer's Girlfriend (cortometraje)
- 1988 Dogs (corto)
- 1989 The Unbelievable Truth (La increíble verdad)
- 1990 Trust (Confía en mí)
- 1991 Surviving Desire
- 1992 Simple Men
- 1994 Amateur
- 1995 Flirt
- 1997 Henry Fool
- 1998 The Book of Life
- 2001 No Such Thing
- 2005 The Girl from Monday
- 2006 Fay Grim

### Como guionista
- 1984 Kid (cortometraje)
- 1989 The Unbelievable Truth
- 1990 Trust
- 1991 Surviving Desire
- 1992 Simple Men
- 1994 Amateur
- 1995 Flirt
- 1997 Henry Fool
- 1998 The Book of Life
- 2001 No Such Thing
- 2005 The Girl from Monday
- 2006 Fay Grim

### Como productor
- 1984 Kid (cortometraje)
- 1989 The Unbelievable Truth
- 1990 Trust
- 1992 Simple Men
- 1994 Amateur
- 1997 Henry Fool
- 2001 No Such Thing
- 2005 The Girl from Monday
- 2006 Fay Grim

### Como compositor
- 1991 Surviving Desire
- 1992 Simple Men
- 1994 Amateur
- 1995 Flirt
- 1997 Henry Fool
- 2001 No Such Thing
- 2005 The Girl from Monday
- 2006 Fay Grim

### Como montador
- 1989 The Unbelievable Truth
- 1991 Surviving Desire
- 2006 Fay Grim

## Premios y reconocimientos
Festival Internacional de Cine de Cannes
| Año  | Categoría   | Película   | Resultado |
| ---- | ----------- | ---------- | --------- |
| 1998 | Mejor Guion | Henry Fool | Ganador   |